# Suspilne Kultura
 (mai 2025).
Suspilne Kultura (ukrainien : Суспільне Культура) est une chaîne de télévision publique ukrainienne présentant la culture de l'Ukraine, exploitée par la Société publique de radiodiffusion d'Ukraine.

## Histoire

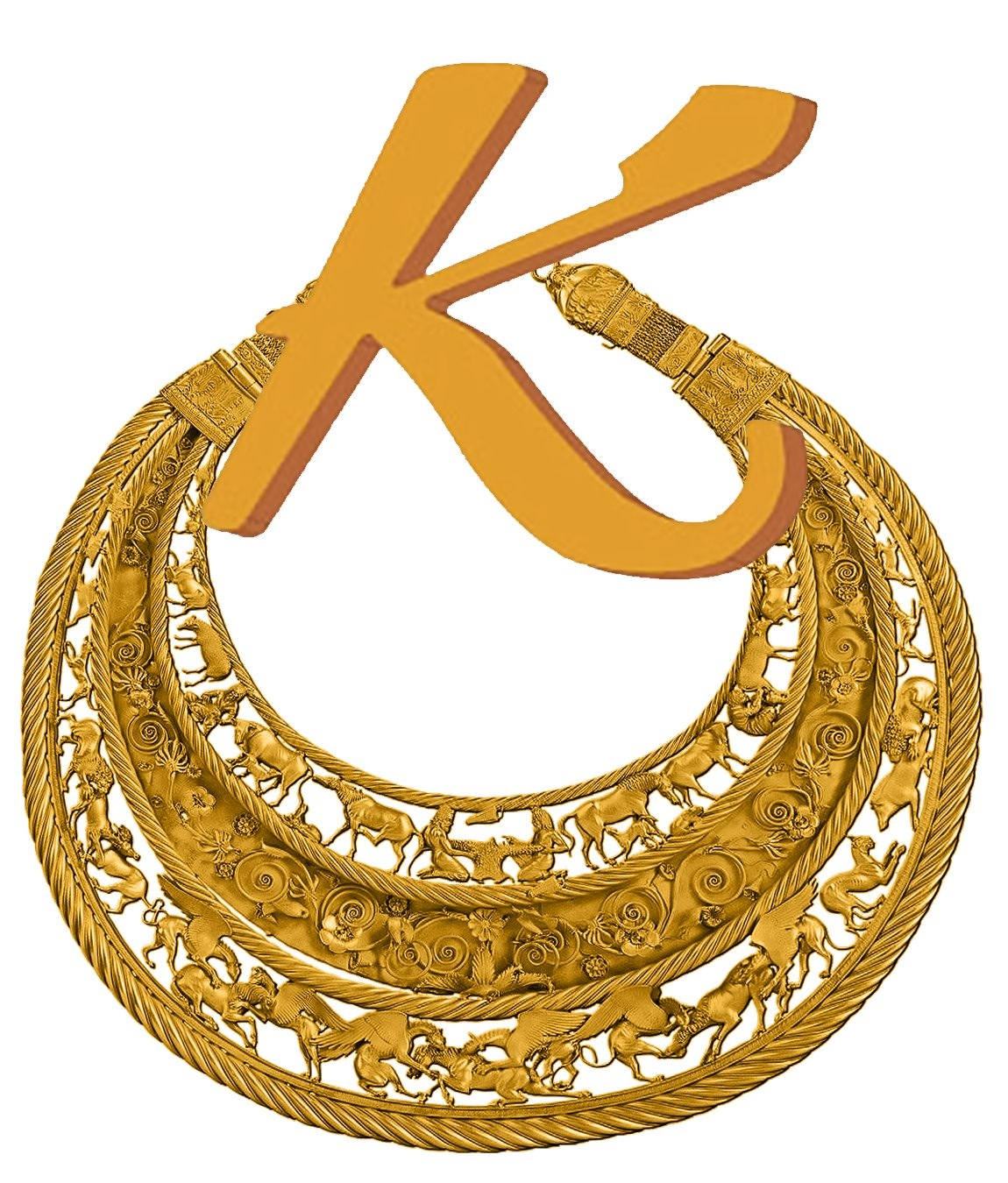
Logo original (2002-2017)

Cette chaîne a été créée en Ukraine en 2002 au sein du Comité d'État de la télévision et de la radio d'Ukraine. Il a été diffusé pour la première fois sur les chaînes First National et Second National. En novembre 2004, Suspilne Kultura a obtenu une licence du Conseil national de la télévision et de la radiodiffusion d'Ukraine lui permettant de diffuser par satellite 24 heures sur 24 pendant une période de dix ans.
Depuis septembre 2005, la chaîne diffuse sur le réseau câblé de Kiev et des régions d'Ukraine, et depuis mai 2006, elle diffuse par satellite dans plus de 80 pays.